# Ian Callum
Ian Stuart Callum CBE,  född 30 juli 1955 i Dumfries, är en skotsk bildesigner.
Callum studerade design vid Royal College of Art. Under sitt yrkesliv har han arbetat för bland andra Ford, TWR och Jaguar.
Callum  lämnade Jaguar i juni 2019 och startade eget företag inom bildesign.